# Jerzy Józefiak
Jerzy Marian Józefiak (ur. 1 grudnia 1937 w Bydgoszczy) – polski rolnik i polityk, poseł na Sejm X kadencji.

## Życiorys
W wieku 15 lat został robotnikiem w Rzemieślniczej Spółdzielni Pracy w Bydgoszczy. Ukończył w 1964 studia na Akademii Rolniczo-Technicznej w Olsztynie, uzyskując tytuł zawodowy magistra inżyniera rolnika. W latach 1962–1975 był dyrektorem Państwowych Gospodarstw Rolnych, Od 1977 do 1981 pełnił obowiązki zastępcy naczelnego dyrektora zjednoczenia PGR w Elblągu. W 1981 został dyrektorem kombinatu rolnego „Powiśle” w Czerninie.
W 1962 wstąpił do Polskiej Zjednoczonej Partii Robotniczej, do której należał do rozwiązania. W okresie 1975–1977 był zastępcą dyrektora Wydziału Rolnictwa, Leśnictwa i Gospodarki Żywnościowej Urzędu Wojewódzkiego w Elblągu, a następnie dyrektorem tego wydziału. W 1989 uzyskał mandat posła na Sejm kontraktowy w okręgu elbląskim. Na koniec kadencji należał do Poselskiego Klubu Pracy, pracował w Komisji Rolnictwa i Gospodarki Żywnościowej, Komisji Przekształceń Własnościowych, Komisji Stosunków Gospodarczych z Zagranicą i Gospodarki Morskiej. Bez powodzenia w 1991 ubiegał się o reelekcję z komitetu wyborczego Zdrowa Polska. Później nie angażował się w działalność polityczną, jednak w 2010 był kandydatem Sojuszu Lewicy Demokratycznej do Sejmiku Województwa Warmińsko-Mazurskiego, a w 2011 do Sejmu.

## Odznaczenia
- Krzyż Kawalerski Orderu Odrodzenia Polski (1985)
- Srebrny Krzyż Zasługi (1976)
- Medal 40-lecia Polski Ludowej (1984)[1]